# (79472) Chiorny
(79472) Chiorny est un astéroïde de la ceinture principale, de la famille de Hungaria.

## Description
(79472) Chiorny est un astéroïde de la ceinture principale, de la famille de Hungaria. Il présente une orbite caractérisée par un demi-grand axe de 1,96 UA, une excentricité de 0,08 et une inclinaison de 24,3° par rapport à l'écliptique.